# ぺるりん
ぺるりんは、下田商工会議所青年部が2015年（平成27年）に考案した下田市PRマスコットキャラクター。カタカナ表記によく間違えられるが、ひらがな表記が正しい。

## 名称
「下田は『開国のまち』がキャッチフレーズで黒船祭もやっている」ことから、ペリーとペンギンを掛け合わせた形として命名。

## プロフィール
- 生誕地：アメリカ生まれのペンギンの妖精、喋れない(英語は喋れるが声の周波数が高すぎて聞き取れない)ジェスチャー表現。
- 好物：ムロ鯵の干物、牛乳
- 特技：マリンスポーツ
- 生い立ち：米ロードアイランド州ニューポート市生まれのペンギン。 太平洋で遊んでいたところ八丈島沖にて操業中の金目鯛漁船の漁網に引っかかり、そのまま下田港に水揚げされる。市内にある筑波大学下田臨海実験センターに持ち込んで鑑定したところ新種と判明。下田商工会議所青年部が、まちおこしに活用するため身元を引き受けることに。以来、下田のご当地キャラとして皆に知ってもらうため修行中。

## 来歴
- 2015年（平成27年）:5月、第76回黒船祭においてお披露目[2][3]。
- 2023年（令和5年）:6月、運営主体が下田商工会議所青年部から下田商工会議所内に設立された「ぺるりん運営委員会」に移管される[4][5]。

## 公式テーマソング
「ぺるりん音頭」／作詞・作曲：びわの木ブラザーズ
「びわの木ブラザーズ」は、伊豆在住のプロアマミュージシャンによる混成ユニット。

## 存在を巡る論争と支援の動き
誕生後、精力的にＰＲ活動をこなしていたが、翌2016年（平成28年）7月に市長に就任した福井祐輔が「外国の偉人をゆるキャラにしてちゃかすのはどうか」と発言したことにより勃発。青年部側は「敬意は払っている」と反論するも、両者の溝は埋まらず、福井は在任中オフィシャルな場において否定的な発言を繰り返してきた。ぺるりんの活動自体は制限されていないものの、福井の発言の中には「私の出席する行事には出てほしくない」旨のものもあり、実際、ぺるりんが出席することを理由に福井が行事への出席を急遽キャンセルしたこともあった。
また、下田市の広報誌「広報しもだ」において、ぺるりんの活動報告・今後の活動予定を紹介する目的で不定期に掲載されていた「ハローぺるりん」コーナーが、2018年（平成30年）4月号より突如何の説明もなく掲載が打ち切られ、再開することなく現在に至る。
さらに、下田商工会議所へ交付しているぺるりんの運営経費への補助金も削減されたことから、不足分を補填すべく商工会議所では「ぺるりん応援基金」を設立、寄付を呼びかけている。
一方、市民有志が商工会議所の許諾を得て「ぺ印雑貨」のブランド名でキャラクターグッズを各種開発・発売している。売上金の一部をぺるりんの活動資金として寄付することを目的としており、2024年（令和6年）5月に10万円を、同年12月に3万円を、それぞれ寄付した。
福井によるぺるりんの存在を否定する言動の背景には、福井が初当選した2016年（平成28年）6月の下田市長選において、下田商工会議所が対立候補であった当時の現職の楠山俊介の側について応援していたことへの意趣返しであるとの見方が強い。